# Andreas Pyndt
Andreas Pyndt Andersen (født 4. marts 2001) er en dansk fodboldspiller, der spiller for FC Fredericia i den danske Superliga, udlejet fra IK Sirius. Han har repræsenteret flere danske ungdomslandshold.

## Karriere

### Brøndby

#### Ungdomskarriere
Pyndt begyndte sin karriere i hjembyens klub Allerød FK, inden han skiftede til Brøndby IF i 2011. Som en del af U/12 holdet vandt han REWE Stockhausen Junior Cup 2012 i Tyskland ved at slå Bayer 04 Leverkusen i finalen på straffe, efter at have haft tidligere slået andre tyske ungdomshold i form af Werder Bremen, Fortuna Düsseldorf, VfL Wolfsburg og Hannover 96. I oktober 2017 underskrev Pyndt en treårig kontraktforlængelse med Brøndby.
I maj 2020 blev Pyndt annonceret som en del af det nye Brøndby U/20-hold, som blev annonceret af fodbolddirektør Carsten V. Jensen. Han modtog en etårig kontraktforlængelse som en del af det nye team sammen med kollegaer fra U/19 år, Emil Staugaard, Jacob Rasmussen og Jagvir Singh. På det tidspunkt var Pyndt kaptajn for holdet under 19 år.

#### Førsteholdet
Pyndt fik sin første optræden for Brøndbys førstehold den 22. november 2018, som en indskiftning for Morten Frendrup i det 86. minut da Brøndby vandt 4-1 over BK Marienlyst i DBU Pokalen.
Den 17. december 2020 spillede Pyndt sit andet førsteholds optræden og kom ind som erstatning i forlænget spilletid for Hjörtur Hermannsson, da Brøndby tabte 2–1 til Fremad Amager i DBU Pokalen.

### B.93 (leje)
Den 31. januar 2022, blev Pyndt udlejet til den danske 2. divisions klub B.93 for resten af sæsonen.

## Landsholdskarriere
Pyndt har 7 landskampe for Danmarks U/16 hold og 11 landskampe på Danmark U/17 hold.